# 고흥영주고등학교
고흥영주고등학교(高興瀛州高等學校)는 대한민국 전라남도 고흥군 과역면 과역리에 있었던 공립 고등학교이다.

## 학교 연혁
- 1968년 3월 5일 : 영주종합고등학교 개교
- 1973년 3월 1일 : 영주고등학교로 교명 변경
- 1991년 8월 1일 : 자동차과 설립 인가(총 12학급)
- 1992년 3월 1일 : 고흥영주종합고등학교로 교명 변경
- 1995년 8월 23일 : 보통과 1학급, 자동차과 2학급(9학급 인가)
- 2010년 3월 1일 : 고흥영주고등학교로 교명 변경
- 2017년 3월 18일 : 자동차과 3학급 인가
- 2022년 1월 5일 : 2021학년도 제52회 14명 졸업(6,595명)
- 2022년 3월 1일 : 제21대 허상배 교장 부임
- 2023년 3월 1일 ~ 2025년 2월 28일 : 학급 미편성으로 휴교
- 2025년 2월 28일 : 57년만에 폐교

## 설치 학과
- 자동차과

## 참고 자료
- 고흥영주고등학교 - 한국교육학술정보원 학교알리미